# أندريه مانغولد
أندريه مانغولد (بالألمانية: Andrej Mangold)‏ مواليد 14 يناير 1987، هو لاعب كرة سلة ألماني بدأ مسيرته الاحترافية في سنة 2004 يلعب مع فريق تليكوم باسكتس بون في الدوري الألماني لكرة السلة ويحمل الرقم 8. يبلغ طوله 6 قدم 3 بوصة (1.9 م).

## فرق لعب لها
- أرتلاند دراغونز
- تليكوم باسكتس بون

## روابط خارجية
- أندريه مانغولد على موقع الدوري الأوروبي لكرة السلة (الإنجليزية)
- أندريه مانغولد على موقع كرة السلة الأوروبية.كوم (الإنجليزية)
- أندريه مانغولد على موقع ريلجم (الإنجليزية)
- أندريه مانغولد على موقع بروبوليرز (الإنجليزية)
- أندريه مانغولد على موقع سبورتس رفرنس (الإنجليزية)